# Rumänischer Leu

Wechselkurs des Euros zum alten und neuen Leu seit 1999

Der Leu ([leu̯], Plural: Lei, deutsch: „Löwen“) ist die Währung Rumäniens. Sie unterteilt sich in 100 Bani (deutsch: „Geldstücke“ oder auch allgemein „Geld“). Die Bezeichnung der Währung wird darauf zurückgeführt, dass im 17. Jahrhundert in den rumänischen Fürstentümern niederländische Löwentaler zirkulierten. Der im Rahmen des Goldstandards festgelegte Wechselkurs  gegenüber der Mark betrug 1912  1,25 Lei. Das aktuelle Zahlungsmittel mit dem ISO-4217-Code RON, numerischer Code 946, wurde am 1. Juli 2005 eingeführt und löste die alte Währung (Code ROL) im Verhältnis 1:10.000 ab. Das Währungssymbol ist L.

## Geschichte
Der Leu wurde am 22. April 1867 als bimetallische Währung, gewichtet mit einem Leu gleich 5 Gramm Silber von 83,5 % oder 0,29032 Gramm Gold, eingeführt. Nach 1878 verdrängte der russische Silberrubel die heimische Währung aus dem Zahlungsverkehr. Rumänien reagierte auf diese Entwicklung, indem es 1889 eine Goldwährung einführte, die um Silbermünzen bis zu max. 50 Lei ergänzt wurde.
Am 15. August 1947 wurde eine Währungsreform durchgeführt. Ein neuer Leu entsprach dem Gegenwert von 20.000 alten Lei. Der Außenwert der reformierten Währung zum US-Dollar war ein Dollar = 150 Lei. Am 28. Januar 1952 wurde nochmals eine Reform des bestehenden Währungssystems durchgeführt. Es gab verschiedene Umtauschkurse, zwischen 20 und 400 alte Lei wurden gegen einen neuen Leu eingetauscht.
Zwischen 1970 und 1989 wurde der offizielle Wechselkurs gesetzlich geregelt, um den Außenhandelswert zu stabilisieren. Wegen Devisenmangels war fremde Währung aber für Privatleute nicht verfügbar.
Nach dem Ende der Ceaușescu-Ära stieg die Inflation im Zuge der ökonomischen Transformation stark an. Am 1. Juli 2005 führte die Zentralbank den neuen rumänischen Leu ein und korrigierte ihre Geldpolitik, um die Inflationsraten zu senken. Ein neuer rumänischer Leu entspricht 10.000 alten rumänischen Lei (ROL). Die alten und neuen Münzen und Banknoten galten bis Ende 2006 parallel als offizielles Zahlungsmittel.

## Kursmünzen in Rumänien

### Erste Münzen
Im Jahr 1867 erschienen die ersten Münzen mit den Nennwerten 1, 2, 5 und 10 Bani; es folgten 20 Goldlei im darauf folgenden Jahr. Zwischen 1870 und 1873 folgten Silbermünzen zu 50 Bani sowie 1 und 2 Lei und 1880 noch 5-Lei-Silbermünzen. Der größte Nennwert wurde mit 100.000 Lei kurz vor der Währungsreform im Jahr 1947 geprägt. Eine Auswahl findet sich in der nachfolgenden Tabelle.
| Nennwert    | Bild | Material                                    | Gewicht | Durchmesser | Dicke   | Ausgabedatum |
| ----------- | ---- | ------------------------------------------- | ------- | ----------- | ------- | ------------ |
| 10 Bani     |      | 95 % Kupfer 4 % Zinn 1 % Zink               | 10 g    | 30 mm       |         | 1867         |
| 5 Lei       |      | 90 % Silber 10 % Kupfer                     | 25 g    | 37 mm       | 2,6 mm  | 1883         |
| 1 Ban       |      | 95 % Kupfer 4 % Zinn 1 % Zink               | 1 g     | 15 mm       |         | 1900         |
| 10 Bani     |      | 75 % Kupfer 25 % Nickel                     | 4,5 g   | 22 mm       |         | 1900         |
| 1 Leu       |      | 83,5 % Silber 16,5 % Kupfer                 | 5 g     | 23,3 mm     | 1,4 mm  | 1900         |
| 1 Leu       |      | 83,5 % Silber 16,5 % Kupfer                 | 5 g     | 23 mm       | 1,4 mm  | 1906         |
| 2 Lei       |      | 83,5 % Silber 16,5 % Kupfer                 | 10 g    | 27 mm       | 2 mm    | 1912         |
| 1 Leu       |      | 83,5 % Silber 16,5 % Kupfer                 | 5 g     | 23 mm       | 1,4 mm  | 1914         |
| 100 Lei     |      | 50 % Silber 40 % Kupfer 5 % Zink 5 % Nickel | 14 g    | 31 mm       | 2,4 mm  | 1932         |
| 1 Leu       |      | 80 % Kupfer 19 % Zink 1 % Nickel            | 2,75 g  | 18 mm       | 1,55 mm | 1938         |
| 500 Lei     |      | 70 % Silber 30 % Kupfer                     | 12 g    | 32 mm       |         | 1944         |
| 10.000 Lei  |      | 63 % Kupfer 37 % Zink                       | 7,5 g   | 27 mm       |         | 1947         |
| 100.000 Lei |      | 70 % Silber 30 % Kupfer                     | 25 g    | 37 mm       |         | 1946         |

### Zweite Serie
Am 15. August 1947 wurde die zweite Serie von Lei-Münzen vor dem Sturz König Michael I. in Bezeichnungen von 50 Bani, 1, 2 und 5 Lei ausgegeben. Nach der Gründung der Volksrepublik Rumänien wurden zwischen 1948 und 1952 neue Münzen in Bezeichnungen 1, 2, 5 und 20 Lei ausgegeben.
| Nennwert | Bild | Material                         | Gewicht | Durchmesser | Dicke | Ausgabedatum |
| -------- | ---- | -------------------------------- | ------- | ----------- | ----- | ------------ |
| 50 Bani  |      | 80 % Kupfer 19 % Zink 1 % Nickel | 1,7 g   | 16 mm       |       | 1947         |
| 1 Leu    |      | 63 % Kupfer 37 % Zink            | 2,5 g   | 18 mm       |       | 1947         |
| 2 Lei    |      | 92 % Kupfer 8 % Zink             | 3,5 g   | 21 mm       |       | 1947         |
| 5 Lei    |      | Aluminium                        | 1,5 g   | 23 mm       |       | 1947         |

### Dritte Serie
Ab 1960 wurde die dritte Serie der Leu-Währung ausgegeben. Münzen wurden in Werten zu 5, 15 und 25 Bani, sowie zu 1 und 3 Lei in Stahl mit Nickelüberzug geprägt. Nach 1975 wurde nach und nach bei allen Nominalen, mit Ausnahme der 1 und 3-Lei-Münze, das Material durch Aluminium ersetzt. Ab 1978 wurde die Serie mit einer 5-Lei-Münze vervollständigt.
| Nennwert | Bild | Material                         | Gewicht | Durchmesser | Dicke  | Ausgabedatum |
| -------- | ---- | -------------------------------- | ------- | ----------- | ------ | ------------ |
| 5 Bani   |      | 95 % Stahl mit 5 % Nickelüberzug | 1,7 g   | 16 mm       | 1,3 mm | 1966         |
| 15 Bani  |      | 95 % Stahl mit 5 % Nickelüberzug | 2,87 g  | 19,5 mm     | 1,4 mm | 1966         |
| 25 Bani  |      | 95 % Stahl mit 5 % Nickelüberzug | 3,38 g  | 22 mm       | 1,4 mm | 1966         |
| 1 Leu    |      | 95 % Stahl mit 5 % Nickelüberzug | 5,06 g  | 24 mm       | 1,6 mm | 1966         |
| 3 Lei    |      | 95 % Stahl mit 5 % Nickelüberzug | 5,86 g  | 27 mm       | 1,6 mm | 1966         |
| 5 Lei    |      | Aluminium                        | 2,8 g   | 29 mm       | 1,8 mm | 1978         |

Nach dem Regimewechsel wurden neue Münzen mit Werten zwischen einem Leu und 100 Lei ausgegeben, ab 1999 als Folge der ab 1990 einsetzenden hohen Inflation Münzen im Wert von 500 Lei, ein Jahr später im Wert von 1000 Lei und 2001 schließlich zwölfeckige 5000-Lei-Münzen eingeführt. Letztgenannte hatten nach der Währungsumstellung im Verhältnis 1:10.000 einen Wert von 5, 10 und 50 Bani.

### Aktuelle Münzen
Die vierte und letzte Serie folgte im Jahr 2005. Die gegenwärtigen Münzen haben die Nennwerte 1, 5, 10 und 50 Bani. Alle Münzen der letzten Serie wurden mit Staatstitel, Wappen, Jahr des Münzens und dem numerischen Wert geprägt.
| Nennwert | Bild | Material                              | Gewicht | Durchmesser | Dicke  | Ausgabedatum |
| -------- | ---- | ------------------------------------- | ------- | ----------- | ------ | ------------ |
| 1 Ban    |      | Stahl mit Messingüberzug              | 2,4 g   | 16,75 mm    | 1,6 mm | 1. Juli 2005 |
| 5 Bani   |      | Stahl mit Kupferüberzug               | 2,78 g  | 18,25 mm    | 1,6 mm | 1. Juli 2005 |
| 10 Bani  |      | Stahl mit Nickelüberzug               | 4,0 g   | 20,5 mm     | 1,8 mm | 1. Juli 2005 |
| 50 Bani  |      | Nickelbronze 80 % Cu, 15 % Zn, 5 % Ni | 6,1 g   | 23,75 mm    | 1,9 mm | 1. Juli 2005 |

## Banknoten in Rumänien

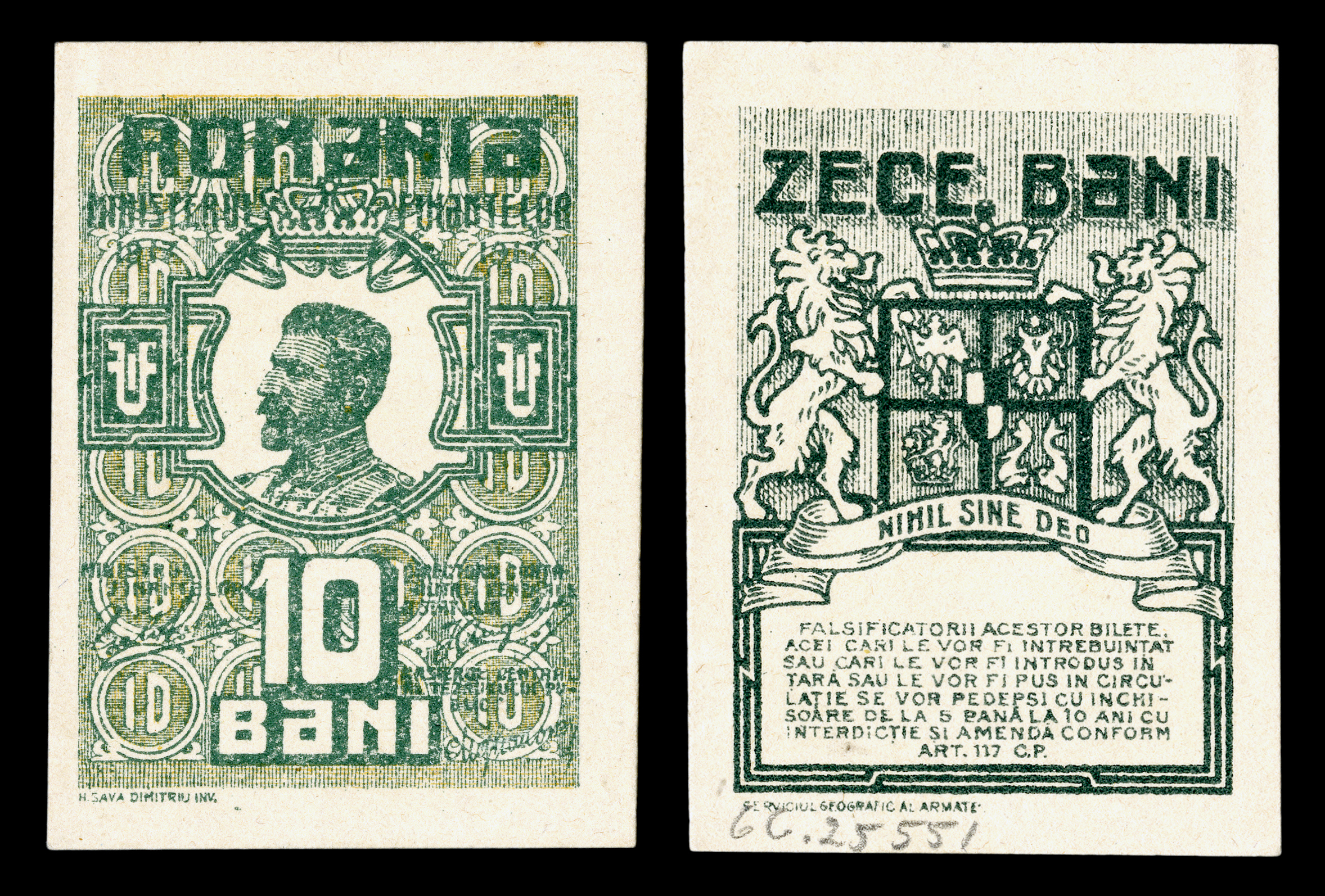
Notbanknote 10 Bani (1917)

### Erster Leu
Banknoten wurden 1877 mit den Nennwerten 5, 10, 20, 50, 100 und 500 Lei eingeführt.
1881 begann die rumänische Nationalbank, regelmäßig Noten mit den Nennwerten 20, 100 und 1000 Lei auszugeben. 1917 gab das Finanzministerium Noten zu 10, 25 und 50 Bani aus. Die 10-Bani-Note aus der Notgeldserie von 1917 ist mit 27,5 × 38 mm eine der kleinsten Banknoten aller Zeiten. 1940 wurden 500-Lei-Banknoten eingeführt.

### Zweiter Leu
1947 führte das Finanzministerium 20-Lei-Noten und die rumänische Nationalbank 100-, 500- und 1000-Lei-Noten ein. 1949 übernahm die Bank der rumänischen Volksrepublik die Produktion des Papiergelds und gab 500- und 1000-Lei-Scheine aus.

### Dritter Leu
1952 führte das Finanzministerium Geldscheine zu 1, 3 und 5 Lei und die Bank der rumänischen Volksrepublik 10-, 25- und 100-Lei-Scheine ein. 1966 übernahm die Nationalbank der Sozialistischen Republik Rumänien die Produktion des ganzen Papiergelds und gab Scheine zu 1, 3, 5, 10, 25, 50 und 100 Lei aus. Ab 1991 wurden durch die National Bank Rumäniens 500- und 1000-Lei-Scheine, 1992 200- und 5000-Lei-Scheine eingeführt. 10.000 Lei folgten 1994, 50.000 Lei 1996, 100.000 Lei 1998, 500.000 Lei 2000 und 1 Million Lei 2003. Ab 1999 wurden die Papier-Noten durch Polymer-Noten ersetzt.
| Betrag  | Vorderseite | Rückseite | Motiv                                            | Maße (mm) | Ausgabedatum      |
| ------- | ----------- | --------- | ------------------------------------------------ | --------- | ----------------- |
| 1 Leu   |             |           | Wappen / Ornamente                               | 103 × 52  | 1966 (21.11.1966) |
| 3 Lei   |             |           | Wappen / Ornamente                               | 114 × 57  | 1966 (22.12.1966) |
| 5 Lei   |             |           | Wappen / Hafen von Constanța                     | 124 × 62  | 1966 (23.02.1967) |
| 10 Lei  |             |           | Wappen / Mähdrescher                             | 131 × 65  | 1966 (24.04.1967) |
| 25 Lei  |             |           | Tudor Vladimirescu / Erdölraffinerie in Ploiești | 140 × 70  | 1966 (07.08.1967) |
| 50 Lei  |             |           | Alexandru Ioan Cuza / Kulturpalast in Iași       | 145 × 72  | 1966 (01.11.1967) |
| 100 Lei |             |           | Nicolae Bălcescu / Athenäum in Bukarest          | 153 × 75  | 1966 (01.11.1967) |

### Aktuelle Geldscheine
2005 wurden Polymer-Noten für 1, 5, 10, 50, 100 und 500 Lei eingeführt. 200-Lei-Banknoten wurden 2006 hinzugefügt. Die Designs von 1-, 5-, 10-, 50- und 100-Lei-Noten beruhen auf der Gestaltung der früheren 10.000-, 50.000-, 100.000-, 500.000- und 1-Million-Lei-Noten, die sie ersetzten. Die 10-Lei-Noten wurden im November 2008 neu entworfen. Im November 2021 wurde erstmals eine 20-Lei-Note eingeführt.
Noten im Umlauf vor der Währungsreform und deren Äquivalent nach der Währungsreform:
- 10.000 Lei = 1 Leu
- 50.000 Lei = 5 Lei
- 100.000 Lei = 10 Lei
- 500.000 Lei = 50 Lei
- 1.000.000 Lei = 100 Lei

Rumänien war das erste europäische Land, das Banknoten aus Polymer einführte, und das erste Land der Welt mit einer zweiten Serie dieser Scheine.
| Betrag  | Vorderseite | Rückseite | Motiv                                                                 | Größe       | Ausgabedatum |
| ------- | ----------- | --------- | --------------------------------------------------------------------- | ----------- | ------------ |
| 1 Leu   |             |           | Nicolae Iorga / Kathedrale von Curtea de Argeș                        | 120 × 62 mm | 2005–2018    |
| 5 Lei   |             |           | George Enescu / Athenäum in Bukarest                                  | 127 × 67 mm | 2005–2018    |
| 10 Lei  |             |           | Nicolae Grigorescu / „Wasserträgerin“ von N. Grigorescu               | 134 × 72 mm | 2005–2024    |
| 20 Lei  |             |           | Ecaterina Teodoroiu / Erzengel Gabriel, Mausoleum von Mărășești       | 136 × 77 mm | 2021         |
| 50 Lei  |             |           | Aurel Vlaicu / Aurel Vlaicus Flugzeug, Adler                          | 140 × 77 mm | 2005–2018    |
| 100 Lei |             |           | Ion Luca Caragiale / I. L. Caragiale vor dem Nationaltheater Bukarest | 147 × 82 mm | 2005–2018    |
| 200 Lei |             |           | Lucian Blaga / „Denkender Mann“ Hamangia-Kultur, Wassermühle          | 150 × 82 mm | 2006–2018    |
| 500 Lei |             |           | Mihai Eminescu / Zentralbibliothek der Eminescu-Universität in Iași   | 153 × 82 mm | 2005–2018    |

### Neue Geldscheine
2016 wurde das rumänische Staatswappen geringfügig geändert, indem der Adler eine Krone erhielt. Beginnend mit dem 1. Januar 2018 werden deshalb entsprechend angepasste Geldscheine herausgegeben.

## Sicherheitsmerkmale
Um Fälschungen zu erschweren und den Identifikationsgrad zu steigern, verfügt jede Banknote über mehrere Sicherheitsmerkmale. Verwendet werden z. B. ein kleines Lochraster (Microperf) mittels Mikro-Perforation im Substrat, Durchsichtfenster und Reflexionszeichen.

## Euroeinführung
Im Zuge der Aufnahme des Landes in die Europäische Union am 1. Januar 2007 setzte sich die Nationalbank das währungspolitische Ziel, die Einführung der Gemeinschaftswährung Euro spätestens bis 2014 zu realisieren. Das Vorhaben scheiterte jedoch.
Während die Rumänische Nationalbank die Euro-Einführung bis 2029 zum Ziel erklärte, kündigte der damalige rumänische Finanzminister Adrian Câciu im Frühjahr 2023 an, den Euro bereits 2026 einführen zu wollen.
Der zweijährliche Konvergenzbericht der Europäischen Zentralbank berichte im Juni 2024 jedoch, dass sich Rumänien noch in einem bereits 2020 eingeleiteten Defizitverfahren befände und laut Europäischer Kommission keine wirksamen Maßnahmen ergriffen habe.